# جون سنو (لاعب كريكت)
جون سنو (13 أكتوبر 1941 في المملكة المتحدة - ) (بالإنجليزية: John Snow)‏ هو لاعب كريكت بريطاني. شارك مع منتخب إنجلترا للكريكت. أما مع النوادي، فقد لعب مع نادي وارويكشاير للكريكيت ‏ ونادي مقاطعة ساسكس للكركيت ‏.

## وصلات خارجية
- جون سنو على موقع إي آس بي آن كريك إنفو (الإنجليزية)